# Herbert Jacob (Wirtschaftswissenschaftler)

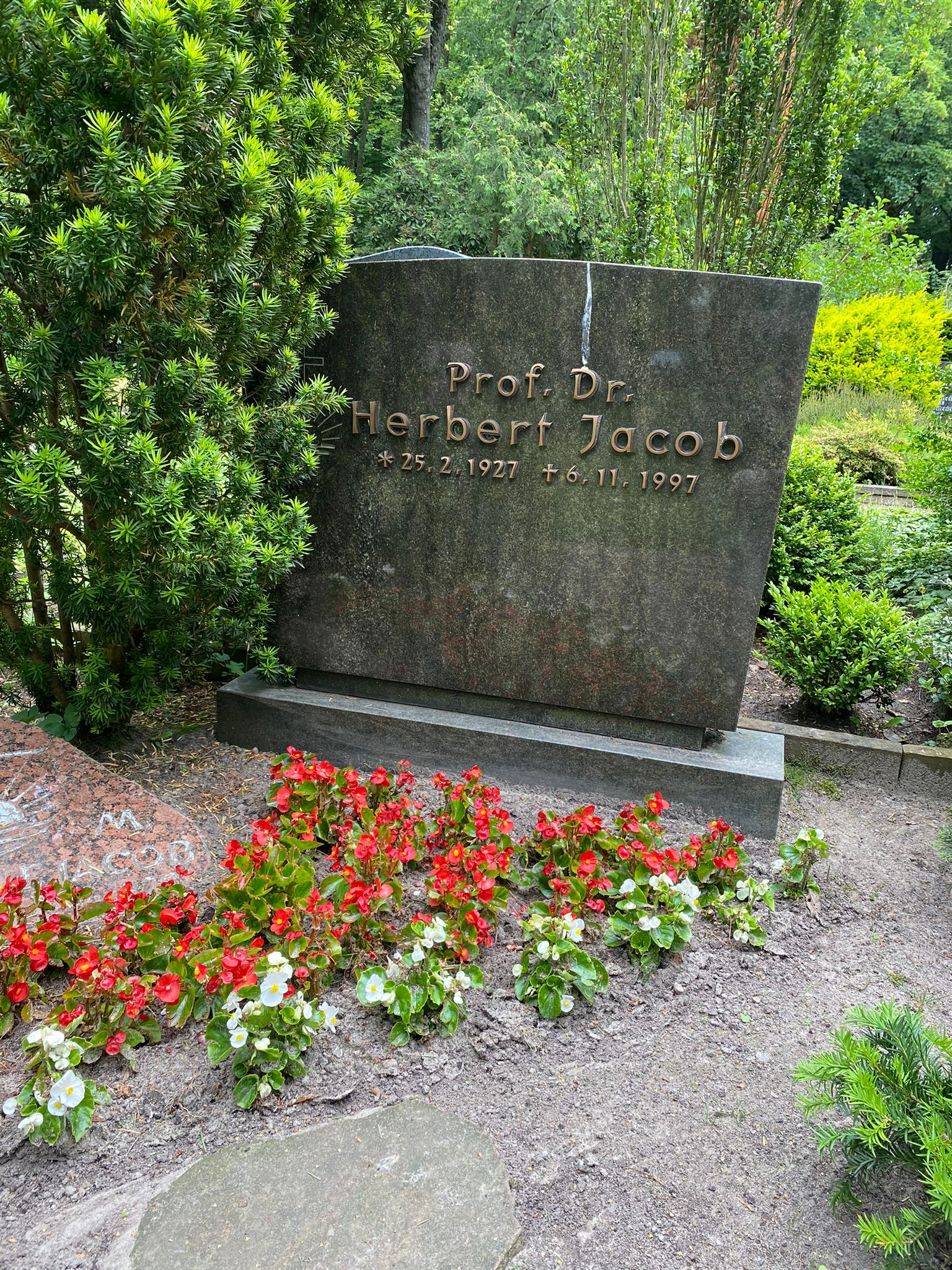
Grabstätte auf dem Alten Friedhof Buchholz

Herbert Jacob (* 25. Februar 1927 in Frankfurt am Main; † 6. November 1997) war ein deutscher Wirtschaftswissenschaftler. Er war Professor für Betriebswirtschaftslehre an der Universität Hamburg und wissenschaftlicher Leiter des Instituts für internationale betriebswirtschaftliche Forschung e.V. (IbF) in Hamburg.

## Werdegang
1948–1951 studierte er BWL und VWL an der Goethe-Universität Frankfurt am Main. Er lehrte an der Universität Hamburg von 1961 bis 1993 am Lehrstuhl für Industriebetriebslehre und Organisation. Im Jahre 1993 wurde er emeritiert. In Gedenken an den Forscher und Lehrenden der Betriebswirtschaftslehre verleiht die Universitäts-Gesellschaft Hamburg seit 2002 alle zwei Jahre den Professor Herbert Jacob-Preis.
Herbert Jacob ruht auf dem Alten Friedhof in Buchholz in der Nordheide.